# Villeneuve-sur-Bellot
Villeneuve-sur-Bellot é uma comuna francesa localizada na região administrativa da Île-de-France, no departamento Sena e Marne. A comuna possui 955 habitantes segundo o censo de 1990.